# Miloš Jović
Miloš Jović (in serbo Милош Јовић?; Novi Sad, 22 maggio 2006) è un calciatore serbo, attaccante dell'IMT Belgrado.

## Carriera
Cresciuto nel settore giovanile del Brodarac, nel 2023 è stato acquistato dall'IMT Belgrado, club della prima divisione serba, con cui ha giocato per una stagione a livello giovanile.
Il 1º marzo 2024 ha debuttato a livello professionistico nell'incontro di prima divisione serba perso 1-0 contro il Radnički Kragujevac; ha segnato il suo primo gol in una competizione professionistica il 25 ottobre dello stesso anno nella partita vinta 3-0 contro il Tekstilac Odžaci.

## Statistiche

### Presenze e reti nei club
Statistiche aggiornate al 13 agosto 2025.
| Stagione        | Squadra         | Campionato      | Campionato | Campionato | Coppe nazionali | Coppe nazionali | Coppe nazionali | Coppe continentali | Coppe continentali | Coppe continentali | Altre coppe | Altre coppe | Altre coppe | Totale | Totale | Totale |
| Stagione        | Squadra         | Comp            | Pres       | Reti       | Comp            | Pres            | Reti            | Comp               | Pres               | Reti               | Comp        | Pres        | Reti        | Pres   | Reti   |        |
| --------------- | --------------- | --------------- | ---------- | ---------- | --------------- | --------------- | --------------- | ------------------ | ------------------ | ------------------ | ----------- | ----------- | ----------- | ------ | ------ | ------ |
| mar.-giu.2024   | IMT Belgrado    | SL              | 10         | 0          | CS              | 0               | 0               | -                  | -                  | -                  | -           | -           | -           | 10     | 0      |        |
| 2024-2025       | IMT Belgrado    | SL              | 15         | 2          | CS              | 2               | 1               | -                  | -                  | -                  | -           | -           | -           | 17     | 3      |        |
| 2025-2026       | IMT Belgrado    | SL              | 4          | 2          | CS              | 0               | 0               | -                  | -                  | -                  | -           | -           | -           | 4      | 2      |        |
| Totale carriera | Totale carriera | Totale carriera | 29         | 4          |                 | 2               | 1               |                    | -                  | -                  |             | -           | -           | 31     | 5      |        |